# Израилян, Валентин Согомонович
Валентин (Вагаршак) Согомонович (Соломонович) Израильян (Исраэлян) (20 апреля 1903, Трнаварз, Елизаветпольская губерния — 1976, Москва) — советский государственный деятель, юрист, участник Великой Отечественной войны, генерал-майор юстиции (11.07.1945).

## Биография
Родился 20 апреля 1903 года в селе Трнаварз Российской империи, ныне село Кармиргюх в Нагорном Карабахе.
Окончил юридический факультет Среднеазиатского государственного университета (ныне Ташкентский государственный технический университет).
Работал заместителем прокурора Московского военного округа, был прокурором Южного, Закавказского, Сталинградского и 4-го Украинского фронтов.
После войны работал прокурором Дальневосточного военного округа и Северо-Кавказского военного округа.
Был награжден орденами Ленина, Красного Знамени (трижды), Отечественной войны I степени (дважды) и Богдана Хмельницкого II степени, а также советскими медалями, чехословацкими и польскими наградами.
Умер в 1976 году. Похоронен в Москве на Востряковском кладбище.

## Звания
- Бригвоенюрист — 14 декабря 1941 года приказом НКО СССР № 14/п.
- Полковник юстиции — 1 апреля 1943 года приказом НКО СССР № 02239/п.
- Генерал-майор юстиции — 11 июля 1945 года постановлением СНК СССР № 1683.